# Hans-Joachim Behr (Philologe)
Hans-Joachim Behr (* 18. Januar 1949 in Hirschaid; † 30. Juli 2018) war ein deutscher germanistischer Mediävist.

## Leben
Er studierte Germanistik, Indogermanistik, Klassische Philologie und Mittellatein. Nach der Promotion zum Dr. phil. an der Universität Erlangen war er Assistent ab 1978 an der Westfälischen Wilhelms-Universität Münster. Nach der Habilitation 1984 (Venia legendi für Deutsche Philologie, Schwerpunkt: Deutsche Sprache und Literatur des Mittelalters) war er dort Privatdozent und Professor auf Zeit. Von 1993 bis zu seinem Eintritt in den Ruhestand zum Oktober 2014 lehrte er als Professor für Ältere Sprache und Literatur an der TU Braunschweig. 2007 erhielt er die Ehrendoktorwürde der Jihočeská univerzita v Českých Budějovicích verliehen. Seit 1997 war er Mitglied der Geisteswissenschaftlichen Klasse der Braunschweigischen Wissenschaftlichen Gesellschaft.
Seine Forschungsschwerpunkte waren deutsche Dichtung von den Anfängen bis ins Spätmittelalter, Heldendichtung, vorhöfische Epik (Spielmannsdichtung), höfischer Roman (Artusepik, Liebesroman), Minnesang, Spruchdichtung, Legende, Geschichtsdichtung, Literatur und Religion, Verhältnis von volkssprachiger und lateinischer Literatur, Nachdichtung lateinischer Epen nach volkssprachlichen Quellen, Übersetzungen und Übersetzungstheorien im Spätmittelalter, Gönnerforschung, Funktionsgeschichte von Literatur und Mittelalter-Rezeption.

## Schriften (Auswahl)
- Politische Realität und literarische Selbstdarstellung. Studien zur Rezeption volkssprachlicher Texte in der lateinischen Epik des Hochmittelalters. Bern 1978 (Dissertation), ISBN 3-261-02440-2.
- Herzog Ernst. Eine Übersicht über die verschiedenen Textfassungen und deren Überlieferung. Göppingen 1979, ISBN 3-87452-420-5.
- Literatur als Machtlegitimation. Studien zur Funktion derdeutschsprachigen Dichtung am böhmischen Königshof im 13. Jahrhundert. München 1989 (Habilitationsschrift), ISBN 3-7705-2512-4.
- mit Herbert Blume: Vestigia Leonis – Spuren des Löwen. Das Bild Heinrichs des Löwen in der deutschen und skandinavischen Literatur. Braunschweig 1995, ISBN 3-923696-74-4.
- Eulenspiegel und Braunschweig. Vortrag, gehalten anläßlich der Eröffnung der Ausstellung „Eulenspiegel und andere Narren“ in der Stadtbibliothek Braunschweig. Braunschweig 2000, ISBN 3-9806341-1-6.